# キャニオンランズ国立公園

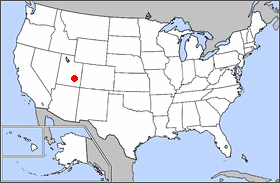
キャニオンランズ国立公園の位置

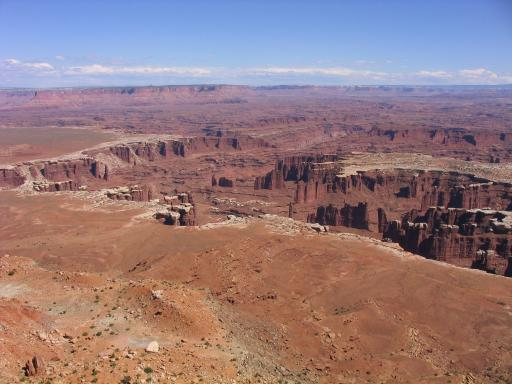
グランド・ビューポイント展望台からの風景

キャニオンランズ国立公園（キャニオンランズこくりつこうえん、Canyonlands National Park）は、アメリカ合衆国ユタ州東部にある国立公園。公園は、コロラド高原に位置し、527.5 mi2（1,366 km2）の面積を占めている。
この公園は、コロラド川とグリーン川によって浸食された峡谷である。二つの川は公園内で合流するため、公園は川によって隔てられた以下の三つの地区に分けられる。
- アイランド・イン・ザ・スカイ Island in the Sky（= 空中の島）
- ニードルズ The Needles（= 針）
- メイズ The Maze（= 迷路）

三つの地区は峡谷で隔てられており、公園内では行き来することはできない。
それらに加え、飛び地としてホースシュー・キャニオン（Horseshoe Canyon）がある。

## 地理

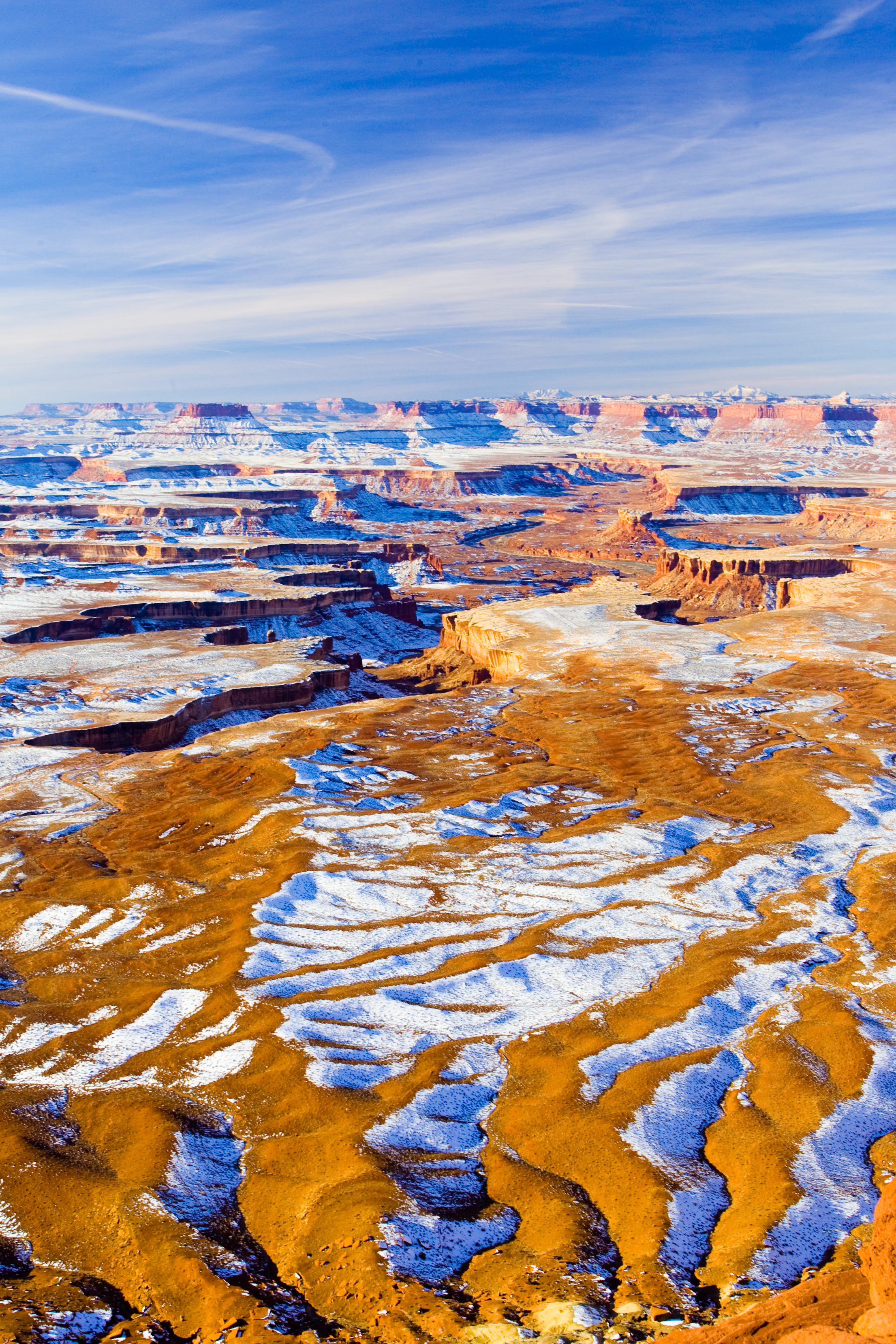
キャニオンランズ国立公園の広大な眺め

アイランド・イン・ザ・スカイは、公園の北、コロラド川とグリーン川 (ユタ州)の間にある広く水平なメサで、アイランド・イン・ザ・スカイの1,200 フィート（365 m）下にある砂岩のテラスであるホワイト・リム（White Rim）とホワイト・リムのさらに 1,000フィート（304 m）下にある川を見渡す多くの展望台がある。
ニードルズ地区は、そこにそびえたつ赤と白の縞模様の岩の尖塔に因んで名付けられたが、峡谷、地溝、一時的な池、近くのアーチーズ国立公園の物に似た多くのアーチのように自然によって彫刻された岩のその他の様々な形態も観察できる。しかし、多くのアーチに短いか中距離のハイキング、あるいは車でも行くことができるアーチーズ国立公園とは異なり、ニードルズ地区のほとんどのアーチは奥地の峡谷にあり、長時間歩くか四輪駆動車でしか行けない。
この地域はかつて古代プエブロ人の故郷であった。多くの痕跡がみつかっている。彼らが使っていた道具類はほとんど盗掘者によって持ち去られた。古代プエブロ人はまた岩面彫刻の形でその痕跡を残しており、そのうち最も有名なものは、この地区の入口にあるビジターセンターの近くのいわゆるニュースペーパー・ロックである。
コロラド川とグリーン川の西にあるメイズ地区は、最も辺鄙な不便な地区である。
北に離れた地区は、ホースシュー・キャニオン地区で、古代プエブロ人より前から存在した古期後半（Late Archaic Period）の狩猟採集民族によって岩の板に描かれた絵がある。

## 地質
沈み込む堆積盆地と近くの隆起する山脈（アンコンパーグレ（Uncompahgre））が、ペンシルベニア紀のこの地域には存在した。沈み込む盆地に囚われた海水は、中期ペンシルベニア紀には蒸発岩の厚い堆積物を生じた。これが、近隣の山脈からの浸食された物質と共に、エルモサ層群を構成する一部であるパラドックス層（Paradox Formation）となった。パラドックス岩塩層は後期ペンシルベニア紀に流動を始め、おそらくジュラ紀の終わりまで動き続けた。ある科学者達は、アップヒーヴァル・ドームは、岩塩ドームを形成するパラドックス岩塩層の流動により生み出されたものと考えているが、最近の研究は隕石説が正しい可能性が高いことを示唆している。
ペンシルベニア紀の終わりには、暖かな浅い海が再びこの地域を覆った。この結果、化石に富む石灰岩、砂岩、頁岩からなり、灰色を呈するオネイカー・トレイル層（Honaker Trail Formation）が形成された。続く浸食期によって不整合が生じた。前期ペルム紀の海進は、ハルゲイト頁岩層（Halgaito Shale）をもたらした。その後、海岸低地がこの地域に戻り、エレファント・キャニオン層（Elephant Canyon Formation）を形成した。
アンコンパーグレ山脈（Uncompahgre Mountains）と盆地の境広がった広大な扇状地により、鉄分に富むアルコース砂岩からなるカトラー層が形成された。水面下の砂州と海岸の砂丘は、カトラー層と指交し、後に白色の崖を形成するシーダー・メサ砂岩（Cedar Mesa Sandstone）となった。そして、明るい色の酸化した泥が堆積し、オルガン・ロック頁岩８Organ Rock Shale）を形成した。海岸の砂丘と海の砂州がもう一度優位を占めるようになり、ホワイト・リム砂岩（White Rim Sandstone）を生み出した。

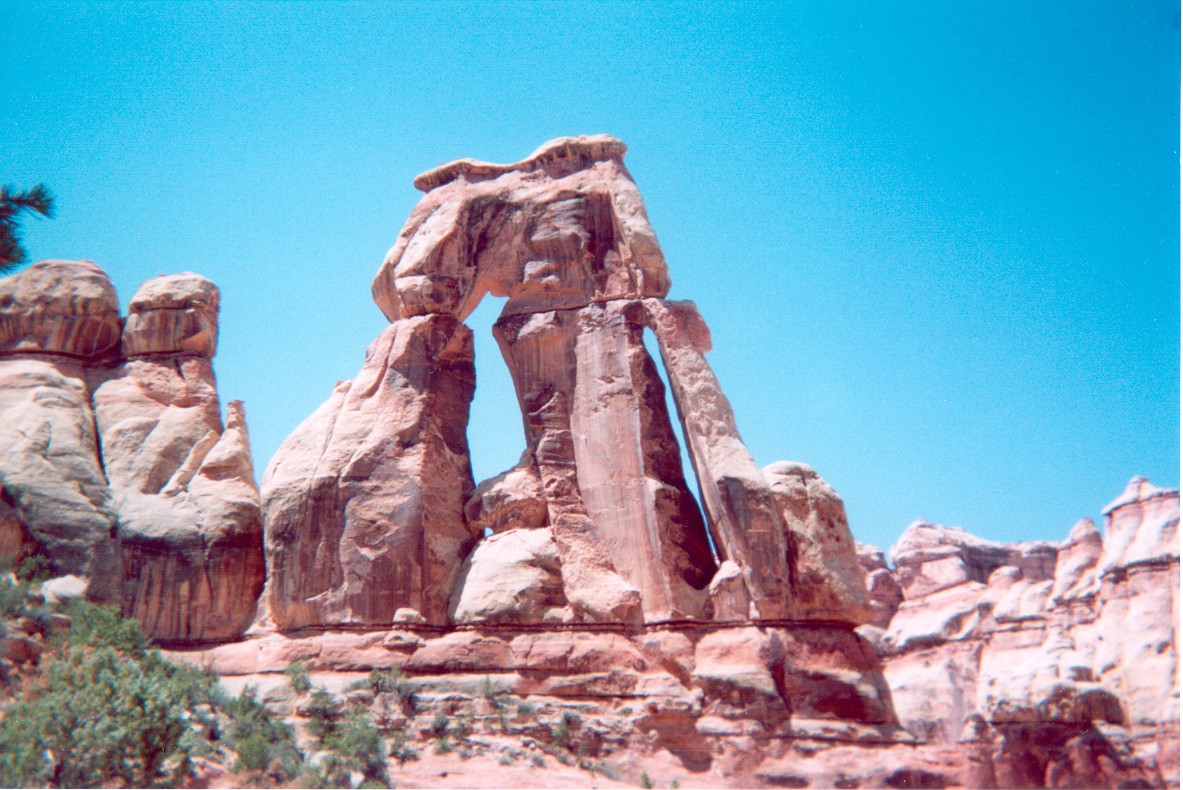
ニードルズ地区のドルイド・アーチ (Druid Arch)

第2の不整合は、ペルム紀の海が後退した後に生み出された。広大な低地に広がる沖積平野が浸食された地表を覆い、泥が干潟に溜まり、モエンコピ層（Moenkopi Formation）を生み出した。浸食が再び始まり、第3の不整合が形成された。そして、チンル層（Chinle Formation）がこの浸食された地表の上に形成された。
三畳紀には次第に乾燥するようになった。したがって、砂丘の形で砂が侵入し、ウィンゲイト砂岩（Wingate Sandstone）となった。一時の間気候は湿潤となり、河川が砂丘を流れ、カヤンタ層（Kayenta Formation）を形成した。乾燥した気候が急激にこの地域に戻った。広大な砂漠が北アメリカ西部の大部分に広がり、後にナバホ砂岩（Navajo Sandstone）となった。第4の不整合は、浸食期に創り出された。

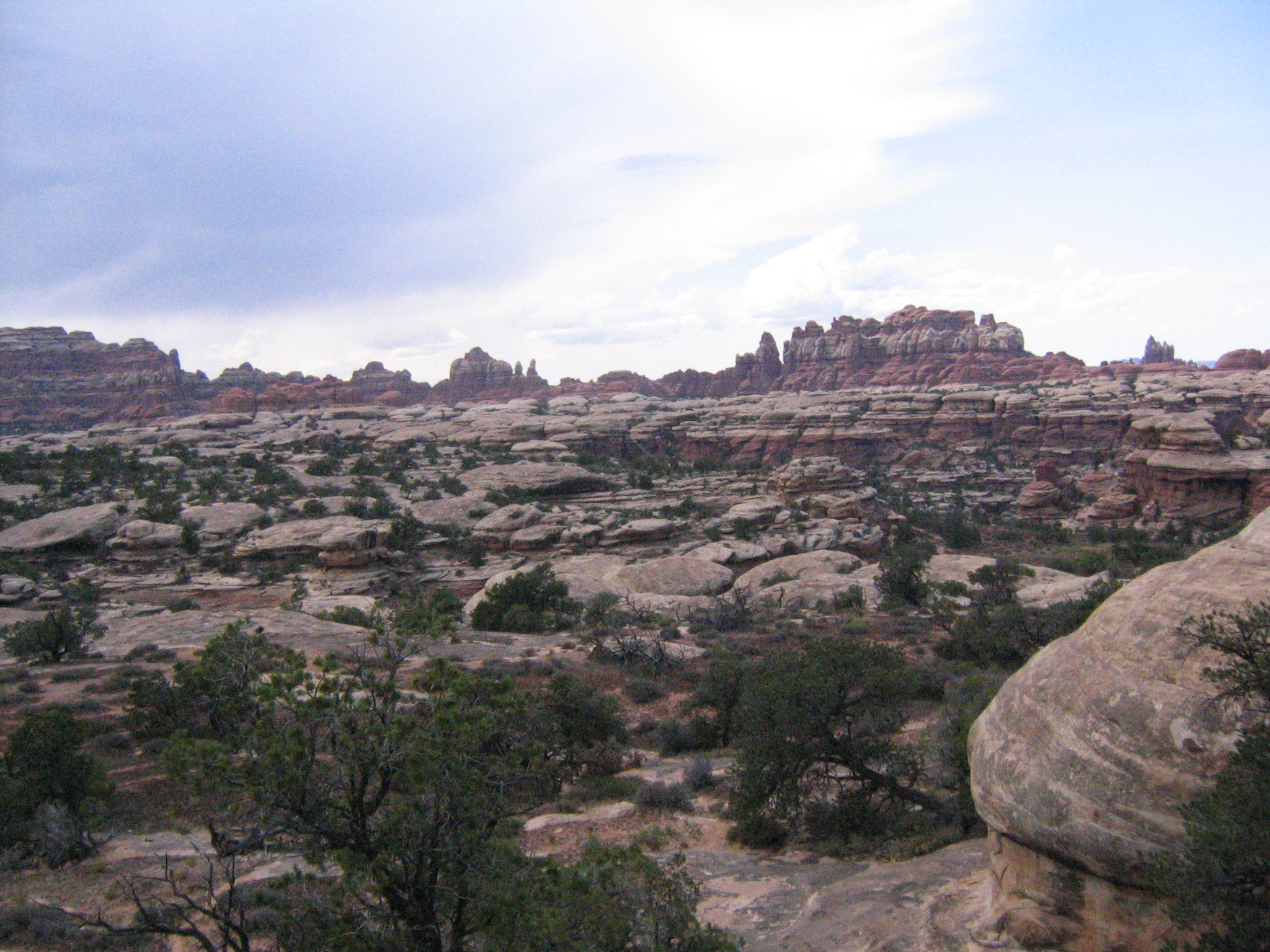
ニードルズ地区の岩石層

泥の湿地が戻り、カーメル層（Carmel Formation）が形成され、エントラーダ砂岩（Entrada Sandstone）が次に生み出された。長期にわたる浸食により、サン・ラファエル・グループ（San Rafael Group）の大部分は、白亜紀にできた他の地層と共に剥ぎ取られた。
ララミー変動は、7,000万年前、ロッキー山脈を隆起させ始め、それに伴いキャニオンランズ地域も隆起した。浸食が激しくなり、コロラド川峡谷がパラドックス層の岩塩層に到達したとき、上部の地層が峡谷へ伸び、地溝のような地物を形成した。更新世の氷河時代に降水量が増加し、他の浸食と共に峡谷の浸食速度を高めた。同様の種類の浸食が今も続いているが、その速度は落ちている。

## 有名なポイント
- グランド・ビュー・ポイント（Grand View Point）
- メサ・アーチ（Mesa Arch）
- グリーン川展望台（Green River Overlook）

## アクセス
アイランド・イン・ザ・スカイと、ニードルスは、ユタ州のモアブからアクセス可能である。ソルトレイクシティから、車で約4時間の距離にある。
メイズには、未舗装道路を通らないと到達できない。

## 近隣の観光ポイント
- Glen Canyon National Recreation Area（レイクパウエル）と隣接
- アーチーズ国立公園
- Dead Horse Point State Park
- Newspaper Rock State Historic Monument
- キャピトル・リーフ国立公園
- Goblin Valley State Park
- Natural Bridges National Monument